# Danese Cattaneo

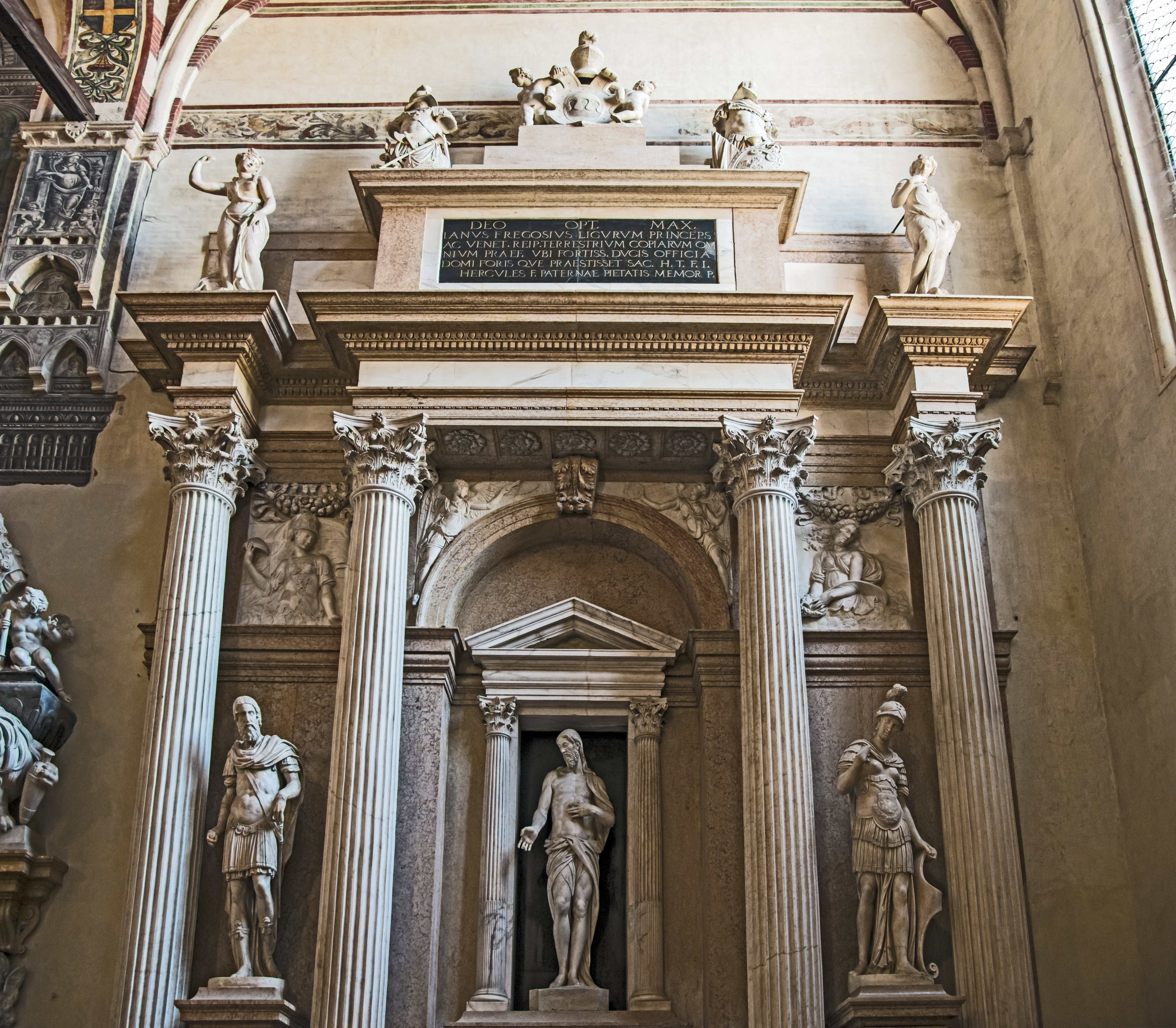
Altare Fregoso, Basilica di Santa Anastasia, Verona

Danese Cataneo (Colonnata, 1508-1512 – Padova, 1572) è stato un poeta, scultore e architetto italiano.

## Biografia
Danese Cataneo nacque, probabilmente nel 1508, a Colonnata da Michele Cattani commerciante di marmi e prodotti tessili e da Gentile degli Alberti originaria di Forno, sobborgo massese limitrofo. In giovane età si trasferì a Roma, città nella quale entrò in contatto con Jacopo Sansovino. Lasciò la città dopo il Sacco del 1527 per stabilirsi definitivamente a Venezia. Qui collaborò per molti anni con Sansovino e si affermò come scultore e urbanista. Suo allievo fu Girolamo Campagna (1549-1625). Fu amico di Trifon Gabriele, Pietro Aretino, Sperone Speroni, Giorgio Vasari, Bernardo e Torquato Tasso, il quale lo ricorda nella prefazione del Rinaldo. Negli ultimi anni di vita, Cataneo si trasferì a Padova; qui si spense in una data compresa tra il 28 settembre 1572 (giorno della stesura del suo testamento) e il 27 novembre, quando lo scultore Vincenzo Grandi fu incaricato di stimare l’ultimo rilievo di Cataneo raffigurante la resurrezione di un giovane assassinato, destinato alla Cappella dell’Arca.

## Produzione poetica
Gli anni veneziani furono fondamentali per la sua vena artistica, compose il poema L'Amor di Marfisa, i cui primi tredici canti furono pubblicati nel 1562, presso l'editore Francesco Franceschi. Nella Biblioteca Apostolica Vaticana sono conservati tre manoscritti (Chig., I.VI.238 Chig., L.V.139 e Chig., I.VI.239) che trasmettono una serie di opere incomplete: alcuni sonetti, due panegirici, i primi canti di alcuni poemi in quarta rima (Teseide, Il Peregrinaggio di Rinaldo), una commedia, una tragedia (Lucrezia) e l'iniziò del poema in ottave La Vittoria Navale, che celebra la battaglia di Lepanto. 

## Produzione scultorea

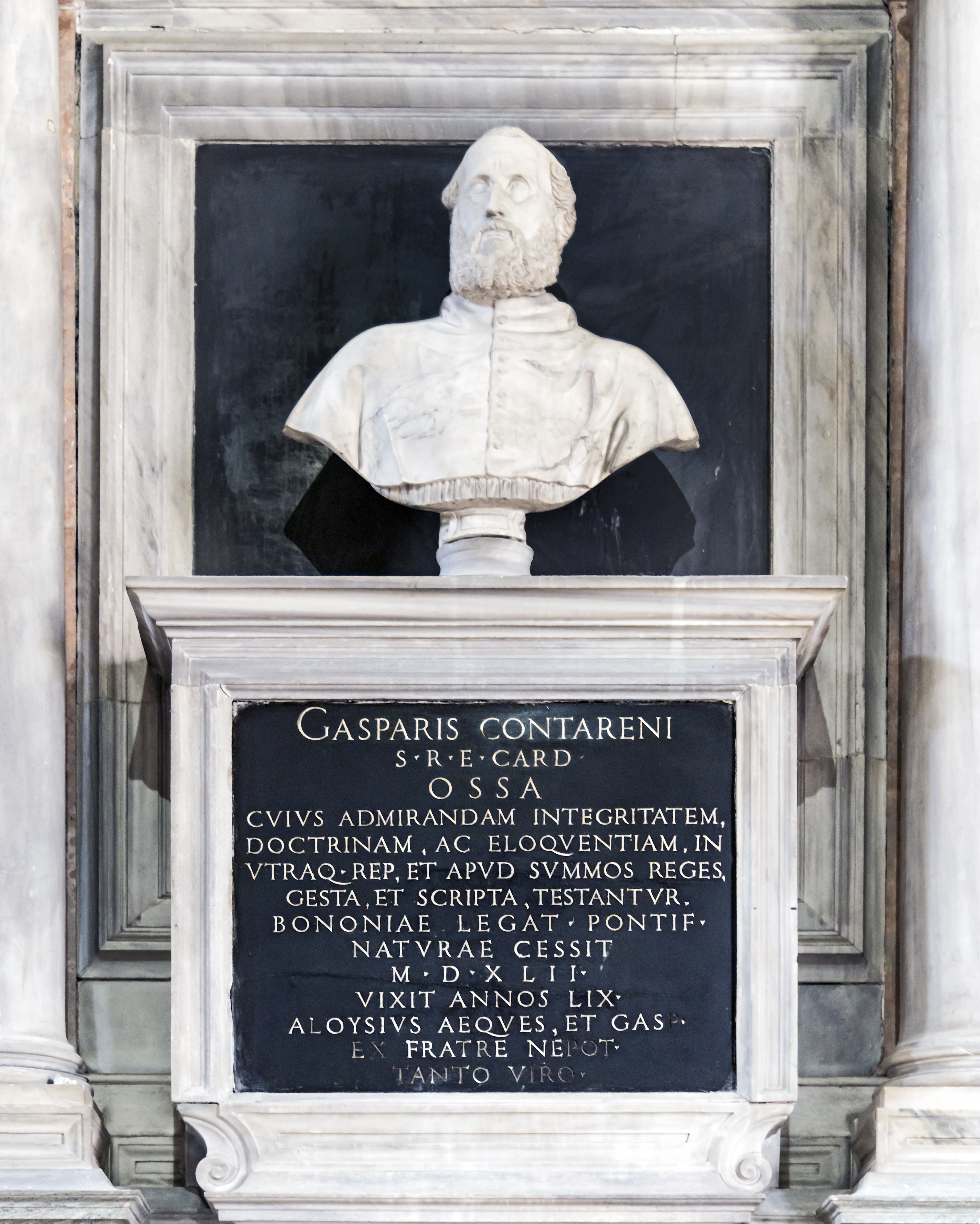
Busto di Gasparo Contarini a la Madonna dell'Orto

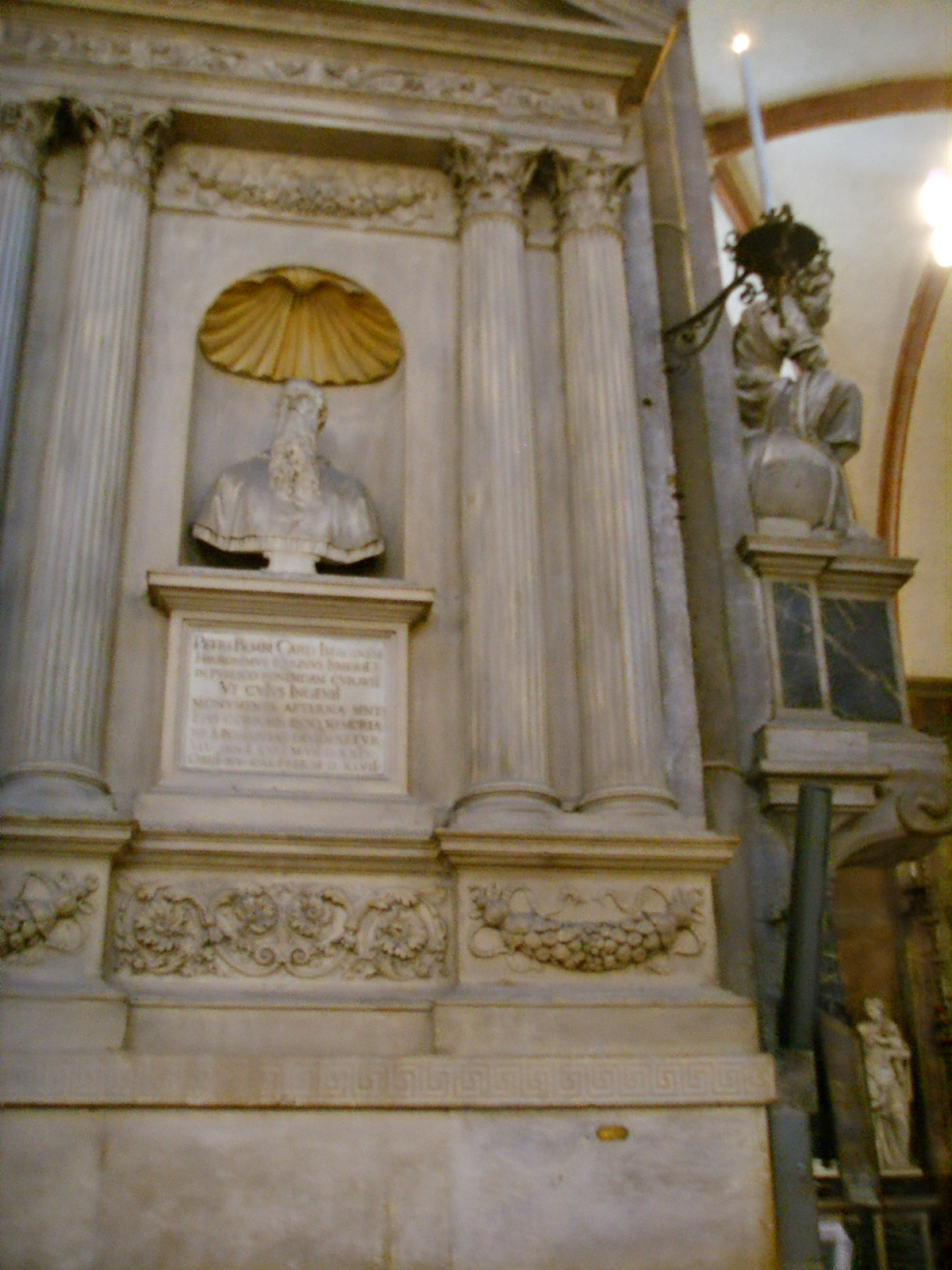
Il monumento a Pietro Bembo, Basilica di Sant'Antonio di Padova, Padova

Fra le sue opere scultore più celebri si ricordano: la statua in pietra d’Istria del Sole (Venezia, Ca’ Pesaro), il busto marmoreo di Pietro Bembo (Padova, Basilica del Santo) il busto di Lazzaro Bonamico e quello di Alessandro Contarini, il monumento sepolcrale di Giano II Fregoso (Verona, Sant’Anastasia) e il monumento sepolcrale al doge Loredan.